# The Invasion Igtiyah
The Invasion Igtiyah (também conhecida como Al Ijtiyah) é uma telenovela jordana de 2007 escrita por Riyad Seif. A história tem como pano de fundo a incursão do Exército israelense na cidade palestina de Jenin em 2002, e tornou-se a primeira produção árabe a ganhar o Prêmio Emmy Internacional.

## Enredo
A história se passa durante a invasão israelense da cidade de Ramala e o cerco da Basílica da Natividade em Belém e da cidade de Jenin e seu acampamento. A série vai além da abordagem típica e superutilizada para oferecer uma narrativa cheia de vida e paixão, capturando dramaticamente a vida cotidiana do povo palestino.

## Produção
A série foi filmada na Síria, com atores da Jordânia, Síria e Palestina. O canal libanês LBC TV foi a única emissora a transmiti-la em 2007 durante o Ramadã. O custo de produção foi estimado em mais de US$ 3 milhões.

## Prêmios e indicações
| Ano  | Prêmio | Categoria         | Indicação | Resultado |
| ---- | ------ | ----------------- | --------- | --------- |
| 2008 | Emmy   | Melhor telenovela | —         | Venceu    |